# 科斯特利尼基
49°40′22″N 23°17′53″E / 49.67278°N 23.29806°E
科斯特利尼基（羅馬化：Kostylnyky）是烏克蘭西部的村莊，隸屬利維夫州的亞沃里夫區。該村始建於1940年，面積0.42平方公里，海拔高度289米，2001年人口153，人口密度每平方公里368.67人。